# بيلي روبرتس (موسيقي)
بيلي روبرتس (بالإنجليزية: Billy Roberts)‏ هو موسيقي وكاتب أغاني أمريكي، ولد في 16 أغسطس 1936 في غرينفيل في الولايات المتحدة، وتوفي في 7 أكتوبر 2017.

## وصلات خارجية
- بيلي روبرتس على موقع ميوزك برينز (الإنجليزية)
- بيلي روبرتس على موقع أول ميوزيك (الإنجليزية)
- بيلي روبرتس على موقع ديسكوغز (الإنجليزية)